# Pluhův Žďár
Pluhův Žďár (deutsch Pluhow, früher Pluhowy Zdiar) ist eine Gemeinde in Tschechien. Sie befindet sich 12 Kilometer nordwestlich von Jindřichův Hradec und gehört zum Okres Jindřichův Hradec.

## Geschichte
Erstmals urkundlich erwähnt wurde das Dorf im Jahre 1267 als Besitz des in den Diensten von Ulrich I. von Neuhaus stehenden Oldřich Pluh (Ulrich I. Pflugk). Im 15. Jahrhundert entstand eine Feste, die der Sitz der Herren Pflugk von Žďár (Pluhové ze Žďáře) wurde. Albrecht Růt von Dírné erwarb 1437 das Gut Žďár. Ihm folgten um 1457 die Brüder Prokop und Jan von Vojslavice. Die Vojslavský verkauften das Gut 1549 an Míla z Broumovice, der es aber bereits 1557 weiterveräußerte. Im Jahr 1635 erwarb Jan Eckersdorf von Hlaváč die Festung Žďár mit Zubehör und baute sie wieder auf. Sein Sohn Václav verkaufte sie 1664 an Graf Humprecht Jan Czernin von und zu Chudenitz. 1684 verkaufte Humprechts jüngerer Sohn Tomáš das Gut Žďár an Václav Vojtěch von Eckersdorf in Brandlín. Ihm folgten die Gräfin Marie Markéta Kolowrat, geborene Slavatová (1688–1692), Jan Pecelius von Adlersheim (bis 1696), die Deym von Střítež (1717–1782) und Marie Anna Janovská von Janovice, von der Fürst Wenzel Paar 1793 das Gut erwarb. Seine Nachkommen bewirtschafteten bis in die 1920er Jahre das mit Schloss und Herrschaft Kardašova Řečice verbundene Gut Žďár. 1928 kaufte der Außenminister und spätere Staatspräsident Edvard Beneš das Schloss im Rahmen einer Landreform von den Paars. Nach 1948 wurde das Schloss beschlagnahmt und von der Gemeinde für Wohnzwecke genutzt. 1992 wurde es den Erben Beneš’ zurückübertragen, die es renovierten.
Ein Großbrand verwüstete 1802 große Teile des Dorfes einschließlich des Schlosses und des Gutshofes.

## Gemeindegliederung
Die Gemeinde Pluhův Žďár besteht aus den Ortsteilen Červená Lhota (Rotlhota), Jižná (Jischna), Klenov (Klenau), Mostečný (Mostetschna), Plasná (Plasna), Pluhův Žďár (Pluhow), Pohoří (Pohorsch) und Samosoly (Samosol).
Das Gemeindegebiet gliedert sich in die Katastralbezirke Jižná, Klenov, Mostečný, Plasná, Pluhův Žďár, Pohoří u Kardašovy Řečice und Samosoly.

## Sehenswürdigkeiten
- Kirche Mariä Himmelfahrt
- Schloss Pluhův Žďár
- Wasserschloss Červená Lhota in Červená Lhota

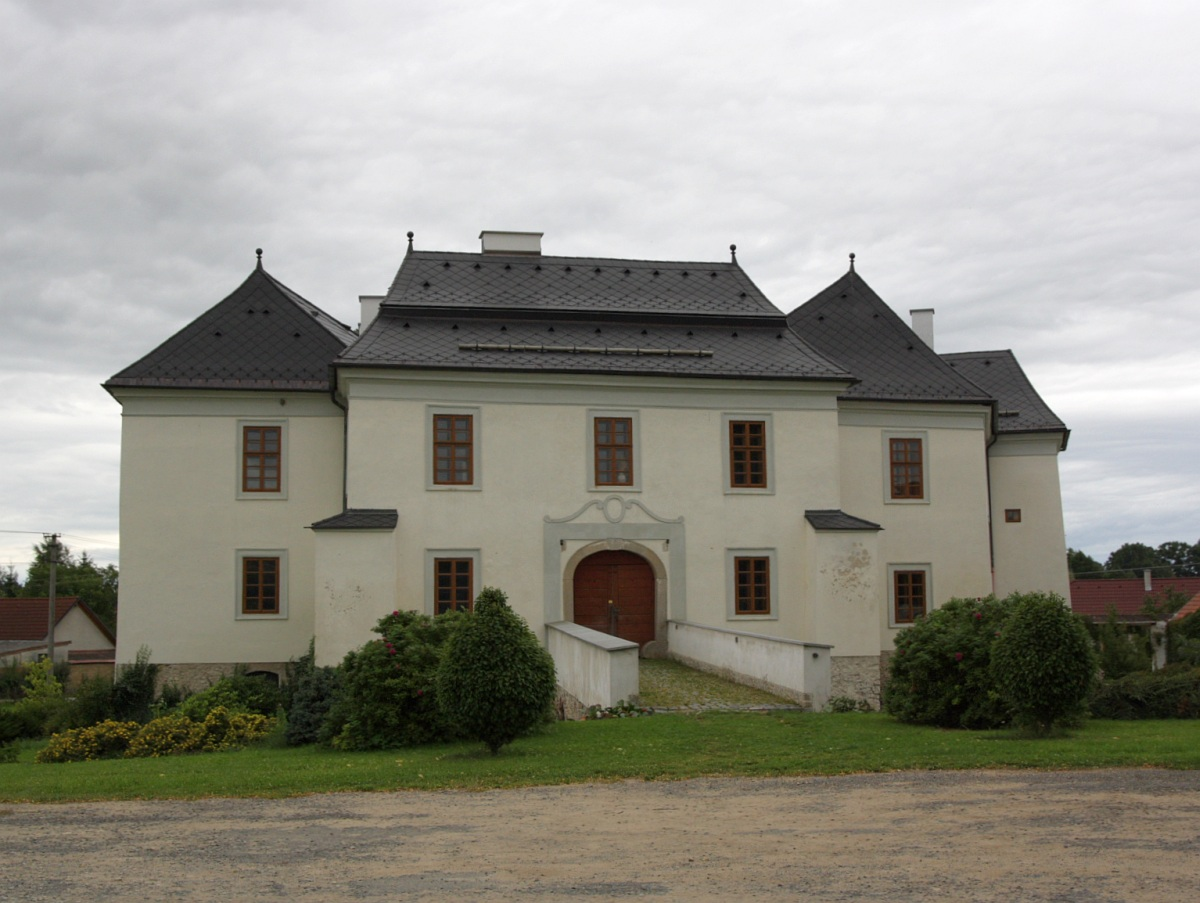
Schloss Pluhův Žďár
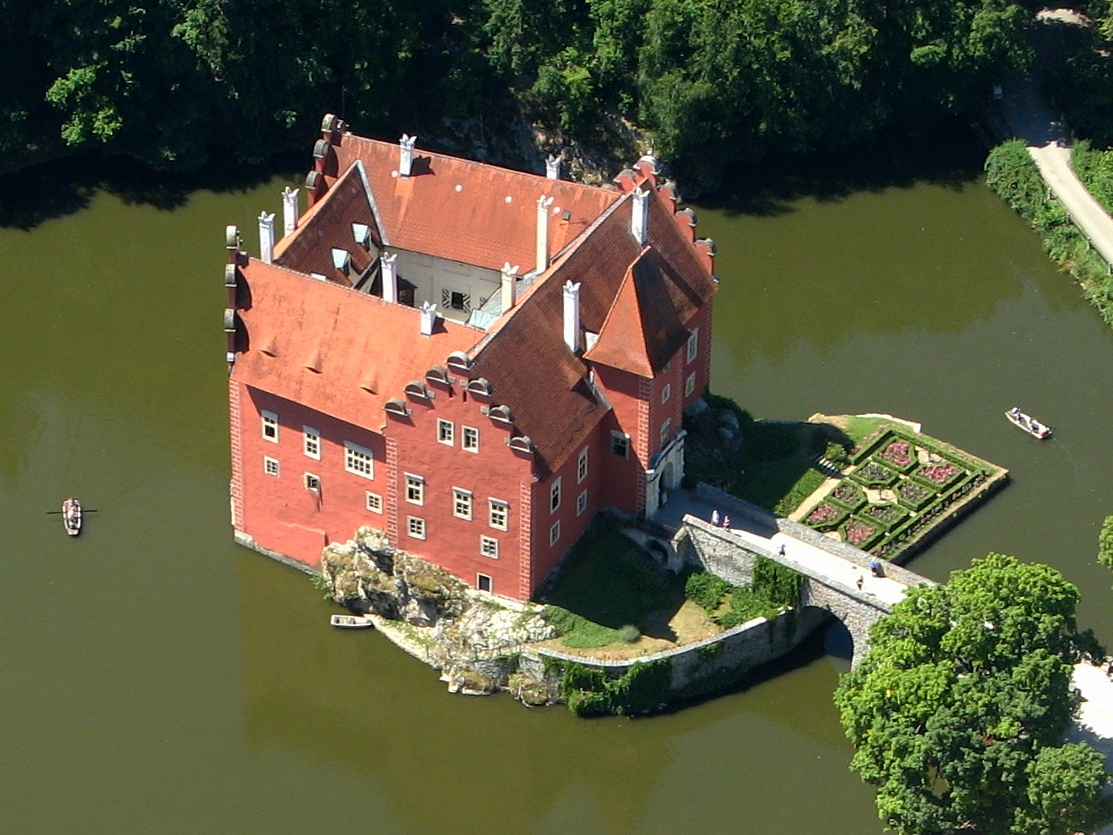
Schloss Červená Lhota